# Тија Хелебаут
Тија Хелебаут (хол. Tia Hellebaut; Антверпен, Белгија, 16. фебруар 1978) је белгијска атлетичарка. Олимпијска победница у скоку увис и светска првакиња у дворани у петобоју, европска првакиња у скоку увис у дворани и на отвореном. 
Лични рекорди у скоку увис у дворани и отвореном износе 2,05 метара. Та висина је и национални белгијски рекорд који је у каријери обарала 12 пута. Поред скока увис Тија држи и белгијске рекорде у скоку удаљ 6,42 метра, седмобоју 6.201 и петобоју 4877 бодова.
На Олимпијским играма у Пекингу 2008 висину 2,05 прескочила је у првом покушају, чиме је осигурала титулу олимпијске победнице испред Хрватице Бланке Влашић са истом висином и већим бројем покушаја и Рускиње Ане Чичерове. То јој је била четврта златна медаља са великих такмичења.

## Резултати и успеси
| Година | Такмичење                         | Место                | Дисциплина | Пласман                       | Резултат     |
| ------ | --------------------------------- | -------------------- | ---------- | ----------------------------- | ------------ |
| 1997   | Европско првенство за јуниоре     | Љубљана, Словенија   | седмобој   | 11                            | 5157 бодова  |
| 1999   | Европско првенство (20-22 године) | Гетеборг, Шведска    | седмобој   | 6                             | 5.548 бодова |
| 2000   | Европско првенство у дворани      | Гент, Белгија        | петобој    | 14 (повреда после првог дана) |              |
| 2001   | Светско првенство                 | Едмонтон, Канада     | седмобој   | 14                            | 5680 бодова  |
| 2003   | Светско првенство                 | Париз, Француска     | седмобој   | одустала после првог дна      |              |
| 2004   | Светско првенство у дворани       | Будимпешта, Мађарска | петобој    | 5                             | 4526 бодова  |
| 2004   | Олимпијске игре                   | Атина, Грчка         | скок увис  | 12 место                      | 1,85 м       |
| 2005   | Светско првенство                 | Хелсинки, Финска     | скок увис  | 6                             | 1,93 м       |
| 2006   | Светско првенство у дворани       | Москва, Русија       | скок увис  | 6                             | 1,96 м       |
| 2006   | Европско првенство                | Гетеборг, Шведска    | скок увис  | победник                      | 2,03 м РЕП   |
| 2006   | Златна лига Брисел                | Брисел, Белгија      | скок увис  | победник                      | 1,98 м       |
| 2006   | Златна лига Берлин                | Берлин, Немачка      | скок увис  | победник                      | 2,00 м       |
| 2007   | Golden High Jump Gala             | Брисел, Белгија      | скок увис  | победник                      | 2,00 м       |
| 2007   | Европско првенство у дворани      | Бирмингем, Енглеска  | скок увис  | победник                      | 2,05РЕП, НР  |
| 2007   | Светско првенство                 | Осака, Јапан         | скок увис  | 14                            | 1,90 м       |
| 2008   | Светско првенство у дворани       | Валенсија, Шпанија   | петобој    | победник                      | 4867 бодова  |
| 2008   | Олимпијске игре                   | Пекинг, Кина         | скок увис  | победник                      | 2,05 м       |

## Лични рекорди Тије Хелебаут
| Дисциплина             | Резултат    | Година            | Такмичење                              |
| ---------------------- | ----------- | ----------------- | -------------------------------------- |
| 100 метара препоне     | 13,91 сек   | 2006              |                                        |
| 60 метара препоне      | 8,50 сек    | 2006              |                                        |
| Троскок                | 13,05 м     | 2001              |                                        |
| Бацање кугле           | 13,85 м     | 2008              |                                        |
| Бацање копља           | 44,37 м     | 5. август 2001.   | Едмонтон                               |
| 200 метара             | 24,65 сек   | 2006              |                                        |
| 800 метара             | 2:14,75 мин | 2006              |                                        |
| Скок удаљ у дворани    | 6,42 м      | 11. фебруар 2007. | Гент Белгија                           |
| Скок удаљ на отвореном | 6,44 м      | 24. јуни 2007.    | Одензе Данска                          |
| Скок увис у дворни     | 2,05 м      | 3. март 2007.     | Бирмингем, ЕП у дворани 2007., РЕП, НР |
| Скок увис на отвореном | 2,05 м      | 23. август 2008.  | Пекинг, Олимпијске игре                |
| Седмобој               | 6201 бод    | 3. јун 2006.      | Гецис, Аустрија                        |
| Петобој                | 4877 бодова | 11. фебруар 2007. | Гент Белгија                           |